# Stan Stephens
Stanley Graham Stephens (Calgary, Alberta; 16 de septiembre de 1929 - Kalispell, Montana; 3 de abril de 2021) fue un político, periodista y locutor canadiense radicado en Estados Unidos que se desempeñó como vigésimo gobernador de Montana desde 1989 hasta 1993.

## Biografía
Nacido en Calgary, Alberta, Canadá en 1929, Stephens se educó en las escuelas públicas, pero abandonó la escuela secundaria. Se mudó a Montana cuando tenía diecinueve años. Se casó con Ann Hanson y la pareja tuvo dos hijos.

## Carrera profesional
La carrera de 38 años de Stephens en la radiodifusión incluyó su incorporación al servicio de la Red de Difusión de las Fuerzas Armadas de Estados Unidos durante la guerra de Corea. Stephens y Lyle Leeds, copropietarios de KOJM Radio, en Havre, Montana de 1953 a 1985, guiaron a la estación hacia una política de recaudación de fondos y tiempo libre para que las personas hablaran sobre temas. Desarrollando el arte de las editoriales de radio, en 1975, Stephens ganó el premio Edward R. Murrow a la excelencia periodística en editoriales por descubrir un escándalo en el Programa de Compensación para Trabajadores de Montana.
Stephens comenzó su carrera política en 1969 con su elección al Senado del Estado de Montana y en su mandato de 16 años, se desempeñó como látigo de piso, líder de la mayoría y presidente del Senado. En 1986 Stephens fue reconocido por la Asociación Nacional de Legisladores Republicanos como uno de los diez legisladores estatales más destacados del país.
En 1988, cuando el gobernador titular de Montana, Ted Schwinden, se negó a buscar la reelección para un tercer mandato, Stephens se postuló para sucederlo. Ganó por poco las primarias republicanas y, en las elecciones generales, derrotó al exgobernador Thomas Lee Judge por un pequeño margen. Durante su mandato como gobernador, sirvió en el Consejo Asesor de Asuntos Intergubernamentales de la Casa Blanca y supervisó la celebración del Centenario de la Estadidad de Montana en 1989. Declinó buscar la reelección en 1992 y fue sucedido por Marc Racicot.